# Microsoft Windows NT 3.5
Microsoft Windows NT 3.5（マイクロソフト ウィンドウズ NT 3.5）は、マイクロソフトが開発したオペレーティングシステムで、1994年9月21日にリリースされた。これはWindows NTの2番目のリリースである。
Windows NT 3.5の開発中の主な目標の一つは、オペレーティングシステムの性能を向上させることであった。その結果、このプロジェクトはフロリダ州デイトナビーチのデイトナ・インターナショナル・スピードウェイにちなんで「デイトナ」(Daytona)とコードネームが与えられた。1996年以前の他の多くの古いバージョンのWindowsと同様に、マイクロソフトは2001年12月31日にWindows NT 3.5のサポートを停止した。Windows NT 3.51 Workstation のサポートもこの日で終了した。

## 機能
Windows NT 3.5にはNT WorkstationとNT Serverという2つのエディションがある。これらはそれぞれWindows NT 3.1のNTおよびNT Advanced Serverエディションに置き換わるものである。Workstation版では、ファイルサーバにアクセスできるクライアントは10台までで、Macクライアントはサポートしていない。
Windows NT 3.5には、WinsockとTCP/IPのサポートが統合されている。（前身のWindows NT 3.1では、AT&T UNIX System V "STREAMS" APIに基づく不完全なTCP/IPの実装しか含まれていない）。Windows NT 3.5のTCP/IPとIPX/SPXスタックは書き直されている。TCP/IPの互換性レイヤーとしてNetBIOS over TCP/IP（NetBT）サポートが、Microsoft DHCP とWINSクライアント、DHCPとWINSサーバとしても導入された。
Windows NT 3.5では、ファイル転送プロトコルを使ってファイルを共有したり、ラインプリンタデーモンプロトコルを使ってプリンタを共有したりすることができる。また、Gopher、HTTP、WAISサーバーとして動作し、SLIPまたはPPPプロトコルを使用してLANサービスにダイヤルアップモデムを用いてリモート接続するためのリモートアクセスサービスが含まれている。Windows NT 3.5リソースキット (英語版) には、Microsoft DNSの最初の実装が含まれている。
Windows NT 3.5のその他の新機能には、最大255文字の長いファイル名、オブジェクトのリンクと埋め込み (OLE) バージョン2.0、入出力補完ポートのサポートなどがある。マイクロソフトは、グラフィカルユーザインタフェースをWindows for Workgroups 3.11と整合性のあるものに更新した。NT 3.5はNT 3.1よりもパフォーマンスが向上しており、必要なメモリも少なくなっている。

## 制限事項
PCMCIAカード用のドライバがないため、Windows NT 3.5のノートブックコンピュータへの適合性が制限されていた。
第6世代以降のx86プロセッサを搭載したコンピュータにWindows NT 3.5をインストールするには、インストールCD-ROM内のファイルを修正しなければならない。

## 評判
1995年7月、Windows NT 3.5 Service Pack 3は、米国国家安全保障局により、TCSEC （Trusted Computer System Evaluation Criteria）C2基準に準拠していると評価された。

## ソースコード
2020年、Windows NT 3.5のBuild 782の完全なソースコードがリークされ、4chanでオンラインで公開された。もともとソースコードはanonfiles.comにアップロードされていたが、マイクロソフトによって取り下げられてしまった。ソースコードはまだインターネットアーカイブに残っている。